# Acrocephalus yamashinae
El carricero de Pagán (Acrocephalus yamashinae) es una especie extinta de ave paseriforme de la familia Acrocephalidae endémica de la isla de Pagán, en el norte del archipiélago de las Marianas. Anteriormente se consideraba una subespecie del carricero ruiseñor (Acrocephalus luscinius). Su nombre científico conmemora al ornitólogo japonés Yoshimaro Yamashina.
Se cree que se extinguió a finales de la década de 1970, ya que no fue avistado en los censos realizados en las décadas de 1970 y 1980, ni en los de 2000 y 2010.